# الفجر (الرقة)
الفجر قرية سورية تتبع ناحية المنصورة في منطقة الثورة في محافظة الرقة. بلغ عدد سكانها 796 نسمة في عام 2004 حسب إحصاء المكتب المركزي للإحصاء.